# اودا پوسلوا
اودا پوسلوا (به لاتین: Uda Pussellawa) یک منطقهٔ مسکونی در سری‌لانکا است که در استان مرکزی (سری‌لانکا) واقع شده‌است.